# Chutorskoj
Chutorskoj (ros. Хуторской) – chutor w Rosji, w obwodzie rostowskim, w rejonie zimownikowskim. W 2010 liczył 985 mieszkańców.